# Onthophagus aleppensis
Onthophagus aleppensis är en skalbaggsart som beskrevs av Ludwig Redtenbacher 1843. Onthophagus aleppensis ingår i släktet Onthophagus och familjen bladhorningar. Utöver nominatformen finns också underarten O. a. hyrcanicus.